# 周济川
周济川（1938年10月—1988年），河北山海关人，中国体操教练员，中国国家体操队原副总教练。1989年被评为建国40年以来杰出教练员。其弟子包括世界冠军马燕红等。